# Aris CMS
Aris CMS (né le 14 mai 2005) est un étalon de saut d'obstacles du stud-book KWPN, monté par la cavalière suisse Janika Sprunger. Vendu en février 2018, il évolue ensuite avec la Mexicaine Mariel Victoria Aguirre.

## Histoire

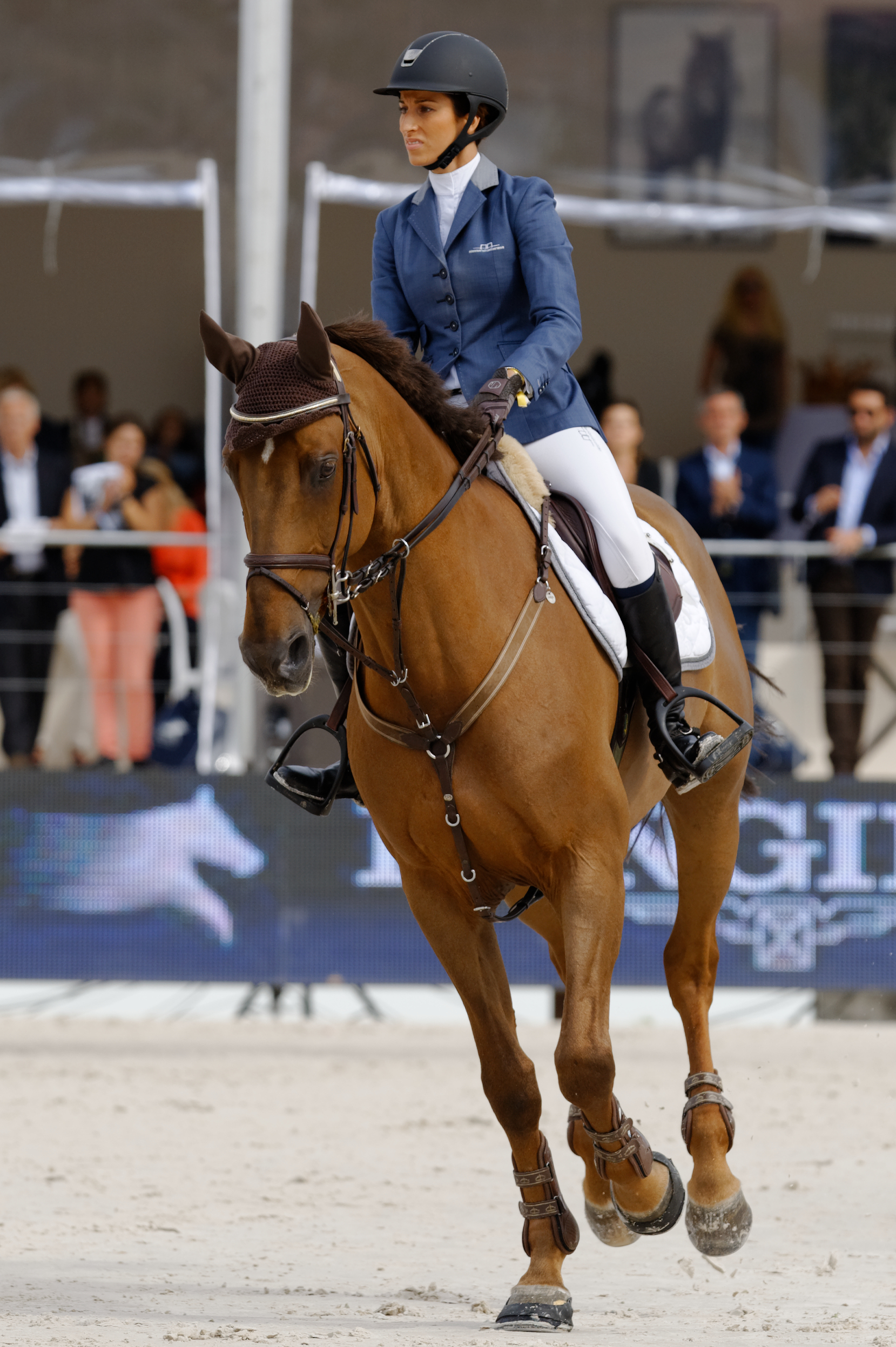
Aris CMS monté par Janika Sprunger au Paris Eiffel Jumping de 2014.

Il naît le 14 mai 2005 et appartient pour moitié à l'élevage de C. M. Smidt, à Lochem, et pour une autre moitié à celui de P. Dekkers, à Miste (Winterswijk), aux Pays-Bas.
Il évolue essentiellement avec la Suissesse Janika Sprunger, participant à son premier concours international en octobre 2011. En août 2016, lors de la participation de Sprunger aux Jeux olympiques de Rio, il est brièvement confié à l'Italien Piergiorgio Bucci pour participer au CSI5* de Valkenswaard. En août 2017, il est sélectionné en dernière minute dans l'équipe suisse avec sa cavalière pour participer aux championnats d'Europe de saut d'obstacles, en remplacement de Paul Estermann, soupçonné de maltraitance sur sa jument Castlefield Eclipse,.
En février 2018, après 8 ans de carrière avec Janika Sprunger et un dernier parcours à Bâle en janvier, Aris CMS est vendu à la cavalière mexicaine Mariel Victoria Aguirre, qui concourt alors au niveau CSI2*,.

## Description
Aris CMS est un étalon de robe alezan, inscrit au stud-book du KWPN. Il toise 1,65 m. 

## Palmarès
- Septembre 2017 :  5e du CSI5* de Lausanne, à 1,45 m[1].
- Janvier 2018 : 5e du CSI5* de Basel, St. Jakobshalle, à 1,50 m[1].
- Juillet 2018 : 4e du CSI4* de Samorin, à 1,45 m[1].

## Origines
Aris CMS est un fils de l'étalon BM Nassau et de la jument Olgalowina, par Amethist.